# Csévharaszt
Csévharaszt is een plaats (község) en gemeente in het Hongaarse comitaat Pest. Csévharaszt telt kb 2000 inwoners (2001).